# Ceriagrion lieftincki
Ceriagrion lieftincki är en trollsländeart som beskrevs av Syoziro Asahina 1967. Ceriagrion lieftincki ingår i släktet Ceriagrion och familjen dammflicksländor. Inga underarter finns listade i Catalogue of Life.